# 소가와촌 (야마가타현)
소가와촌(添川村)은 야마가타현 니시오키타마군에 설치되었던 촌이다. 현재의 이데정에 해당한다.

## 역사
- 1889년 4월 1일 - 정촌제 시행에 의해 근세이후의 소가와촌이 단독으로 자치체를 형성하였다.
- 1954년 10월 1일 - 도요하라촌, 도요카와촌과 합병해 이데촌이 성립, 동일 소가와촌은 폐지되었다.

## 교통

### 도로
- 오구니 가도（구 국도 제113호선、현・이데정도）

### 참고문헌
- 角川日本地名大辞典 6 山形県